# Nini Flores

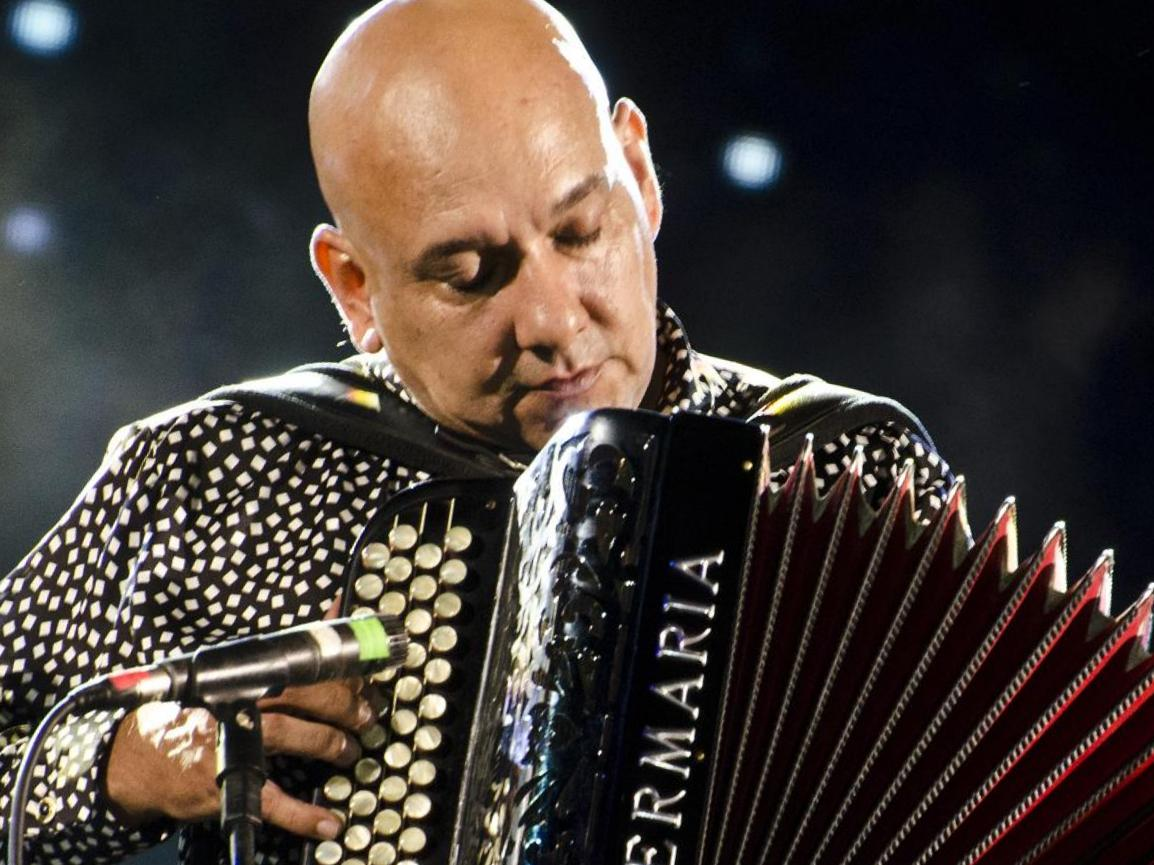
Nini Flores em 2015. (foto:Romina Santarelli)

Nini Flores (Corrientes, Argentina, 26 de março de 1966 – 8 de agosto de 2016) foi um músico acordeonista e bandoneonista, arranjador e compositor que se destacou em um gênero conhecido como: chamamé. Nini Flores desenvolveu um estilo próprio de tocar e junto com seu irmão Rudi Flores e mais tarde com seu quintato, elevou o chamamé ao maior nível musical da história do gênero.

## Biografia
Seu pai, Avelino Flores, tocava Bandoneón.
Em 1984, formou uma dupla com seu irmão Rudi Flores, na qual Nini tocava Arcodeón e Rudi, violão. Essa dupla gravou oito discos que incluíram canções como: "Refugio de soñadores", "Corrientes norte", "Noches de San Antonio", "Añorando" e "Un vals en París".
Em 1990, foi morar em Buenos Aires, capital da Argentina e na cidade portenha foi professor de acordeón do músico Daniel Alejandro Brittes.
Em 1992, a dupla passou a residir na França.
Em 1994, a dupla fez apresentações na Europa que contaram com a participação do pai de ambos. Nesse ano, a dupla passou a residir na Holanda.
Em 2010, a dupla se desfez: Nini voltou a residir em Corrientes, enquanto Rudi continuou na Europa.
Em parceria Gabriel Cocomarola, neto de Don Tránsito, fundou a "peña" "El Calderon".
Nessa fase, Nini montou um grupo no qual tocava bandoneón e contava com a cantora Verónica Noguera e com o violonista Facundo Rodríguez, que:
- em 2013, participou do Festival de Tango de Buenos Aires;
- acompanhou o tenor espanhol José Carreras, durante sua visita a Corrientes;
- em parceria com Aldy Balestra, impulsionou o Festival de Inverno de Chamamé;
- em parceria com Coqui Ortiz, procurou valorizar a memória audiovisual do chamamé.

A essa formação, se juntaram: Juan Pablo Navarro (contrabaixo), Matías Martino (piano) e Guillermo Rubino (violino). 